# 石田淡朗
石田 淡朗（いしだ たんろう、1987年〈昭和62年〉10月29日 - ）は、ロンドンを拠点に活動する日本人俳優、狂言師（狂言方和泉流能楽師）。
英語表記は「Tanroh Ishida」だが、能狂言での子役時代は「Tanro Ishida」を使用していた。
東京都文京区出身。イギリスのWilliams Bulldog Management及びぱらりさん所属。西洋と日本の演技を伝統的かつトップレベルの環境で習得している、数少ない日本人俳優である。
ギルドホール音楽演劇学校演技学科卒業。学位は芸術学士-BA(Hons) in Acting。日本国内では能楽師として活躍。
狂言師としては野村万作に師事。

## 来歴・人物

### 子役時代
3歳より、父・石田幸雄の後を継ぎ、父の師匠・野村万作に師事。
能狂言の舞台に立つ。また、珍しく狂言師の子役でありながら、能の子役としても広く活動していた。近年、能と狂言両方の子役を幅広く経験しているのは大蔵流の茂山逸平と石田淡朗の二人だけである。
国立能楽堂、歌舞伎座をはじめ全国各地、また、ニューヨークカーネギー・ホールを含めた全米公演、ヨーロッパ公演などにも参加、ロンドングローブ座でも公演され、「ややこしや」で有名な『間違いの狂言』初演メンバーでもある。

### 渡英後
2003年に渡英、日本人としては初めてギルドホール音楽演劇学校の3年演技学科を卒業。同校の卒業生にダニエル・クレイグ、ユアン・マクレガー、オーランド・ブルーム、ヘイリー・アトウェル等を持つ、ロンドン随一の歴史ある学科である。
役者業と共に演劇人としての活動も多く、自身の幅広い経験を生かした劇団Tea Leaf Theatreを主宰、演劇学校を始めブラジルやオックスフォード大学での講義・ワークショップ経験を持つ。
役者としては、ロンドンを拠点に多くの短編映画をはじめ声優業や、インプロ劇の活動が多い。
2013年公開の、ニコール・キッドマン、コリン・ファース主演の映画『レイルウェイ 運命の旅路』で真田広之演じる永瀬隆の青年期をジェレミー・アーヴァイン（『戦火の馬』）と共に演じている。
学習院大学非常勤講師
能楽協会会員

### 映画
- Gambit (2012年) - マイケル・ホフマン
- 千年の愉楽（2013年）- 若松孝二
- 47RONIN (2013年) - カール・リンシュ
- レイルウェイ 運命の旅路 (2013年) - ジョナサン・テプレツキー
- 風鳴村（2016年）-ニック・ジョンゲリウス
- ダン・エルドン 〜運命の旅〜（2016年）-ブロンウェン・ヒューズ
- スターフィッシュ（2018年）-A.T.・ホワイト